# قطعنامه ۱۷۱۵ شورای امنیت
قطعنامه  ۱۷۱۵ شورای امنیت سازمان ملل متحد که در تاریخ ۰۹ اکتبر ۲۰۰۶ تصویب شد، سندی بین‌المللی دربارهٔ توصیه در مورد انتصاب دبیر کل سازمان ملل است. این قطعنامه طی نشست ۵۵۴۷ام    تصویب شد.